# Mezikon
Mezikon (toponimo tedesco) è una frazione del comune svizzero di Münchwilen, nel Canton Turgovia (distretto di Münchwilen).

## Storia
Già comune autonomo (Ortsgemeinde), nel 1824 è stato aggregato al comune di Münchwilen.

## Amministrazione
Ogni famiglia originaria del luogo fa parte del cosiddetto comune patriziale e ha la responsabilità della manutenzione di ogni bene ricadente all'interno dei confini della frazione.